# Московское областное отделение Всесоюзного архитектурно-научного общества
Московское областное отделение Всесоюзного архитектурно-научного общества (МОВАНО) — объединение московских архитекторов в составе Всесоюзного архитектурно-научного общества (ВАНО), созданное в 1930 году. Стало первой организацией, объединившей большинство творческих архитектурных группировок, вошедших в её состав на правах секторов — Московское архитектурное общество (МАО), Ассоциация новых архитекторов (АСНОВА), Объединение архитекторов-урбанистов (АРУ) и Объединение современных архитекторов (ОСА). Прекратило существование в 1932 году, войдя в состав вновь образованного Союза советских архитекторов.
В конце 1920-х годов в среде московских архитекторов, входивших в различные, зачастую открыто между собой враждовавшие творческие объединения, всё чаще звучала мысль о необходимости преодоления разногласий и организационной консолидации. Первая попытка создания единой организации (Федерации революционных архитекторов), инициированная Президиумом Объединения современных архитекторов (ОСА) в 1929 году, не удалась.
В апреле 1930 года при Профсоюзе строителей по инициативе Центрального бюро инженерно-технического совета (ЦБ ИТС) было создано Всесоюзное архитектурно-научное общество (ВАНО) и организовано его московское областное отделение (МОВАНО). Учредители нового общества исходили из тезиса, что «в эпоху строящегося социализма и наиболее обострённой классовой борьбы пролетариата с остатками капиталистических элементов в СССР и за рубежами страны, не может быть нейтральности, аполитичности, кастовой замкнутости, организационной раздробленности». В принятой декларации ВАНО—МОВАНО целью новой организации было заявлено преодоление «старых кастовых форм архитектурных объединений, не имеющих общей целевой установки, содействующей успешной борьбе рабочего класса».
В состав Правления ВАНО вошли представители всех творческих объединений — А. Веснин, М. Гинзбург, К. Джус, В. Кокорин, Л. Комарова, Н. Ладовский, Г. Людвиг, В. Лебедев, В. Марков, М. Рудько, А. Рухлядев, А. Скрибко, Е. Татаринов, Д. Фридман, Б. Шапиро, А. Щусев и В. Яковенко. 17 апреля 1930 года на первом заседании МОВАНО избрали президиум отделения, состав которого состоял практически из тех же архитекторов: К. Джус, М. Гинзбург, Н. Ладовский, А. Щусев, В. Лебедев, В. Марков. А. Рухлядев, Г. Козелков, Г. Куповский, М. Рудько, Г. Людвиг. Председателем президиума МОВАНО избрали К. Джуса; позднее этот пост занимали Н. Воронков и В. Марков.
В 1930 году первыми влились в состав МОВАНО и создали свои секторы творческие группировки рационалистов и конструктивистов — АСНОВА и ОСА; конструктивисты преобразовали своё творческое объединение в 1931 году в Сектор архитекторов социалистического строительства (САСС). Возглавляемое А. В. Щусевым Московское архитектурное общество поначалу заняло выжидательную позицию, но затем так же вошло в состав отделения, создав Сектор советской архитектуры. Процесс вхождения в состав МОВАНО Объединения архитекторов-урбанистов (АРУ), пытавшегося сохранить самостоятельность, затянулся. В июне 1930 года правление организации приняло решение, что «наиболее целесообразной формой участия АРУ в работе МОВАНО может быть организация секции АРУ по планировке при МОВАНО, причём АРУ остаётся самостоятельным объединением, действующим на основании своего устава, секция же явилась бы специальным филиалом АРУ». Окончательно АРУ вошло в состав московского отделения ВАНО в 1932 году.
Особую позицию по отношению к МОВАНО заняли лидеры Всесоюзного общества пролетарских архитекторов (ВОПРА): формально войдя в июне 1930 года в состав московского отделения, ВОПРА продолжило независимую деятельность как в столице, так и в других республиках и городах (в Ленинграде, Томске, на Украине, в Грузии и Армении), быстро увеличивая количество своих членов. Вскоре члены ВОПРА начали проводить открытую политику по дискредитации МОВАНО и её членов в печати, причисляя их деятельность к буржуазному искусству и обвиняя в приверженности «отсталым приёмам строительства, к формам, чуждым новому быту». Особенно резкой критике подверглась деятельность члена ОСА—САСС Ивана Леонидова: самого архитектора члены ВОПРА называли вредителем, а его творчество «леонидовщиной» — «крайне левым» и «мелкобуржуазным» направлением в архитектуре. Противостояние между МОВАНО и ВОПРА обострилось в 1931 году, когда ВОПРА объявило, что год работы московского отделения ВАНО «привёл к банкротству этой организации и её руководителей», и выдвинуло идею создания нового организационного центра советских архитекторов — Федерации советских архитекторов (ФСА), пригласив войти в неё АСНОВА, ОСА—САСС и АРУ, которых представители «пролетарской архитектуры» в целом считали «попутчиками». После отказа творческих объединений войти в Федерацию, ВОПРА свою секцию в МОВАНО ликвидировало. Несколько «умеренных» членов Всесоюзного общества пролетарских архитекторов создали в составе МОВАНО новый сектор «пролетарской архитектуры», за что тут же были из ВОПРА исключены.
Структура МОВАНО включала функциональные секторы и секции, в которых состояли представители всех архитектурных объединений (секция по изучению планировки городов и населённых мест, сектор пролетарской архитектуры и общий сектор), и автономные идеологические секторы, объединявшие творческих единомышленников. В МОВАНО было решено сосредоточить проведение всех архитектурных конкурсов (ранее конкурсы проводило МАО), предприняв при этом «реорганизацию конкурсного дела на принципах более широкого вовлечения в работу рабочих масс и молодежи». За менее чем трёхлетний срок существования МОВАНО организовало более 20 крупных конкурсов.
Отделение планировало начать издавать собственный внегрупповой журнал «Революционная архитектура» («РА»), который предполагалось создать на базе журнала конструктивистов «Современная архитектура» («СА»), прекратившего выходить в том же году. В последнем номере «СА» была размещена реклама, которая сообщала, что новый журнал МОВАНО «объединяет главнейшие архитектурные течения сектора ВОПРА, АСНОВА, АРУ и ОСА». Однако создать собственный печатный орган отделению не удалось.
В начале 1932 года МОВАНО начало подготовку к съезду членов отделения, дату проведения которого назначили на август. Однако после выхода 23 апреля 1932 года Постановления ЦК ВКП (б) «О перестройке литературно-художественных организаций» деятельность МОВАНО начала сворачиваться. 11 июля 1932 года Правление отделения приняло решение деятельность МОВАНО прекратить путём вхождения «со всем активом и пассивом в состав вновь образованного Общества „Союз советских архитекторов“ на основе Устава последнего и под его наименованием».